# طاقة الرياح في إسكتلندا

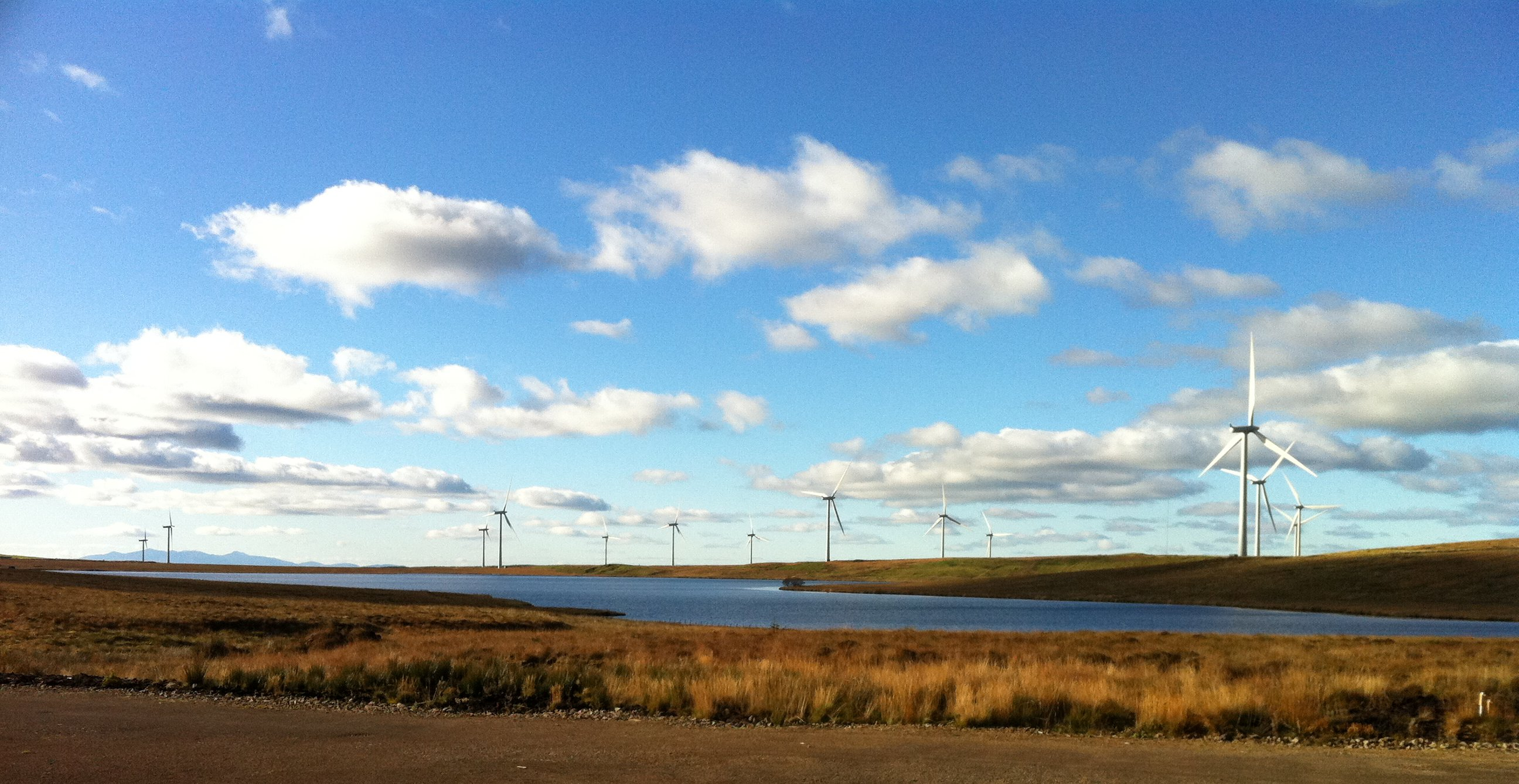

تُعد طاقة الرياح في اسكتلندا أسرع تكنولوجيا طاقة متجددة نموًا، إذ تبلغ طاقة الرياح المثبتة 8,424 ميغاواط اعتبارًا من ديسمبر 2018. شمل ذلك 7,800 ميغاواط من الرياح البرية في اسكتلندا و623 ميغاواط من مولدات الرياح البحرية.
هناك إمكانات إضافية للتوسع، خاصةً في المناطق البحرية نظرًا إلى ارتفاع متوسط سرعات الرياح، ومن المُخطط إنشاء عدد من مزارع الرياح البحرية الكبيرة.
حققت الحكومة الاسكتلندية هدفها المتمثل في توليد 50% من الكهرباء في اسكتلندا من الطاقة المتجددة بحلول عام 2015، وتأمل بالوصول إلى 100% بحلول عام 2020، والتي حُقق 50% منها في سبتمبر 2010. ومن المرجح أن معظمها يأتي من طاقة الرياح.

## نبذة تاريخية
في يوم الأحد 7 أغسطس 2016، تسبب مزيج من الرياح العالية والاستهلاك المنخفض في توليد المزيد من طاقة الرياح (106%) مقارنة بالاستهلاك في اسكتلندا. قدمت عنفات الرياح الاسكتلندية 39,545 ميغاواط ساعي خلال 24 ساعة من ذلك التاريخ، في حين كان الاستهلاك 37,202 ميغاواط ساعي. كانت هذه المرة الأولى التي تتوفر فيها القياسات لتأكيد هذه الحقيقة. تسهم مصادر الطاقة المتجددة في المتوسط، على مدار السنة، بأكثر من نصف طاقة اسكتلندا.

## مزارع الرياح الكبيرة

### مزرعة رياح بلاك لو
تبلغ سعة مزرعة بلاك لو للرياح ذات الـ54 عنفة 124 ميغاواط، وهي تقع بالقرب من فورث في لاناركشاير وبُنيت على موقع منجم فحم خام قديم، بسعة أصلية تبلغ 97 ميغاواط من 42 عنفة رياح. توظّف سبعة موظفين دائمين في الموقع، وتوفر 200 وظيفة أثناء البناء. شهدت المرحلة الثانية تركيب 12 عنفة رياح أخرى. تلقى المشروع اعترافًا واسعًا بمساهمته في تحقيق الأهداف البيئية. خلال الفترة من أبريل 2009 إلى مارس 2010، أنتجت مزرعة رياح بلاك لو 19.19% من سعتها المقدرة.

### مزرعة رياح بريز أوف دون
افتُتحت مزرعة رياح بريز أوف دون في عام 2007، وهي تقع بالقرب من ستيرلنغ. تضم مزرعة الرياح 36 عنفة من نوع فيستاس 2 ميغا واط. بنت شركة آيرتريسيتي هذه المزرعة وهي التي تُديرها.

### مزرعة رياح كلايد
مزرعة رياح كلايد هي مزرعة للرياح طاقتها 522 ميغاواط بالقرب من أبينغتون في جنوب لاناركشاير، اسكتلندا. إن مشروع 152 عنفة من قبل شركة سكوتش آند ساذيرن إينيرجي، الذي وافق عليه البرلمان الإسكتلندي في يوليو 2008، قادر على إمداد 300 ألف منزل بالطاقة. رُكّبت العنفات على جانبي الطريق السريع إم 74. بدأ إنشاء مزرعة الرياح، التي وُضعت من أجلها ميزانية قدرها 600 مليون جنيه إسترليني، في أوائل عام 2009 وانتهى في عام 2012. افتُتحت المزرعة في احتفالية قام بها الوزير الأول الاسكتلندي أليكس سالموند في سبتمبر 2012.

### مزرعة رياح كريستال ريغ
مزرعة رياح كريستال ريغ هي مزرعة رياح تشغيلية تعمل على تلال لاميروير على الحدود الاسكتلندية في اسكتلندا. عندما تم الانتهاء منها في مايو 2004، كانت أكبر مزرعة للرياح في اسكتلندا. ونتيجة لثلاثة امتدادات، تعد حاليًا ثاني أكبر مزرعة للرياح في المملكة المتحدة، من ناحية القدرة وعدد العنفات. يشتمل الموقع بأكمله على 85 عنفة وقدرة تبلغ 200.5 ميغا واط.

### مزرعة رياح فار
تقع مزرعة رياح فار على بعد نحو 10 أميال جنوب مدينة إينفيرنيس، وتضم 40 عنفة رياح بسعة إجمالية تبلغ 92 ميغا واط. تولّد المزرعة كل عام ما يكفي من الكهرباء النظيفة لتلبية متوسط الاحتياجات السنوية لحوالي 54,000 منزل.